# Le Bourget (Alpes-de-Haute-Provence)
Le Bourget (parfois aussi appelé Le Bourguet) est une ancienne commune française, située dans le département des Alpes-de-Haute-Provence en région Provence-Alpes-Côte d'Azur.
L'ancienne commune est rattachée en 1846 à la commune de Reillanne.

## Politique et administration

### Liste des maires
| Période                                  | Période | Identité             | Étiquette | Qualité |
| ---------------------------------------- | ------- | -------------------- | --------- | ------- |
| Les données manquantes sont à compléter. |         |                      |           |         |
| -                                        | 1845    | Joseph-Henri Perjaud |           |         |

## Démographie
| 1793 | 1800 | 1806 | 1821 | 1831 | 1836 | 1841 |
| ---- | ---- | ---- | ---- | ---- | ---- | ---- |
| 25   | 31   | 50   | 52   | 56   | 64   | 61   |

Histogramme

(élaboration graphique par Wikipédia)